# ناحیه آستاد، شهرستان ادر تیل، مینه‌سوتا
شهرستان آستاد، بخش ادر تیل مینه‌سوتا (به انگلیسی: Aastad Township, Otter Tail County, Minnesota) در ایالات متحده آمریکا با جمعیت ۱۸۷ نفر است که در مینه‌سوتا واقع شده‌است.